# 告柏谷坞少林寺上座书
告柏谷坞少林寺上座书，是由时任太尉尚书令的秦王李世民下达给少林寺的文书。
620年，唐军攻打洛陽，因得到少林寺13武僧生擒駐守轅州的王世充的侄子王仁則立下戰功後，派上柱國李安遠到少林寺表揚少林對唐朝的功績並奉上《告柏谷塢少林寺上座書》作為該功績記述，同時賜予少林寺莊田40頃，水碾一具，以公費設立500僧兵及私人營房，自此少林寺得以發揚光大。

## 相关
- 十三棍僧救唐王